# Alfred Molina
Alfred Molina, ursprungligen Alfredo Molina, född 24 maj 1953 i London, är en brittisk skådespelare. 
Hans far var av spansk härkomst och hans mor italienska. Molina studerade på Guildhall School of Music and Drama i London. Ett exempel på scenproduktioner han medverkat i är Tennessee Williams Leguanens natt. 
Han nominerades till en Tony-statyett 1998 för sin roll i Art av Yasmina Reza. Han gjorde sin filmdebut i Jakten på den försvunna skatten (1981). Sitt stora genombrott fick han 1991 som den iranskfödde äkta maken i Inte utan min dotter.
Från 1986 och fram till hennes död 2020 var han gift med skådespelaren Jill Gascoine.

## Filmografi (i urval)
- 1981 – Jakten på den försvunna skatten
- 1985 – Ladyhawke
- 1987 – Prick Up Your Ears
- 1988 – Manifesto
- 1991 – Inte utan min dotter
- 1992 – En förtrollad april
- 1994 – Maverick
- 1995 – Gömstället
- 1995 – Species
- 1996 – Mojave Moon
- 1997 – Anna Karenina
- 1997 – Boogie Nights
- 1999 – Magnolia
- 2000 – Chocolat
- 2000 – Miraklernas man
- 2002 – Frida
- 2003 – Luther
- 2003 – Identity
- 2004 – Spider-Man 2
- 2006 – Da Vinci-koden
- 2009 – The Lodger
- 2009 – An Education
- 2009 – Rosa pantern 2
- 2009 – Yes, Virginia, there is a Santa Claus (röst)
- 2010 – Prince of Persia: The Sands of Time
- 2010 – Trollkarlens lärling
- 2010 – The Tempest
- 2011 – Rango (röst)
- 2011 – Abduction
- 2012 – The Forger
- 2013 – Monsters University (röst)
- 2015 – The Secret in Their Eyes
- 2016 – Whiskey Tango Foxtrot
- 2016 – Message from the King
- 2018 – The Front Runner
- 2018 – Vice
- 2018 – Röjar-Ralf kraschar internet (röst)
- 2019 – Frost 2 (röst)
- 2020 – Promising Young Woman
- 2020 – The Water Man
- 2021 – Monster på jobbet (TV-serie) (röst)
- 2021 – Spider-Man: No Way Home